# Wierzbowo (powiat grajewski)
Wierzbowo – wieś w Polsce położona w województwie podlaskim, w powiecie grajewskim, w gminie Grajewo.
W latach 1975–1998 miejscowość należała administracyjnie do województwa łomżyńskiego. W Wierzbowie jest szkoła podstawowa, ochotnicza straż pożarna, świetlica wiejska oraz Gminny Zakład Komunalny.
Wierni kościoła rzymskokatolickiego należą do parafii Matki Bożej Nieustającej Pomocy w Grajewie.